# Leiomela ecuadorensis
Leiomela ecuadorensis är en bladmossart som beskrevs av H. Robinson in H. Robinson, Holm-nielsen och Lojtnant 1977. Leiomela ecuadorensis ingår i släktet Leiomela och familjen Bartramiaceae. Inga underarter finns listade i Catalogue of Life.